# 马查多·德·阿西斯
若阿金·马里亚·马查多·德·阿西斯（葡萄牙語：Joaquim Maria Machado de Assis，1839年6月21日—1908年9月29日），巴西作家、诗人、小说家、专栏作家、编剧、短篇小说家、记者和安那其主义者。被巴西文学界公認是本國最伟大的作家。幾乎所有的文学体裁，他都擅長，他见证了共和国取代帝国时的政治变革，是其时代之社会政治事件的一个伟大的评论员和记录者。
阿西斯出生在里约热内卢的一个贫穷家庭，在公办学校受过很少的教育，从来没有上过大学。